# Hørsholm Hospital
55°53′28.74″N 12°29′47.19″Ø / 55.8913167°N 12.4964417°Ø
Hørsholm Hospital, tidligere Usserød Sygehus, er et tidligere sygehus i Usserød, Nordsjælland. Det indgik tidligere i Nordsjællands Hospital i Region Hovedstaden. Hospitalet lukkede i januar 2011. I 2015 købte Hørsholm Kommune hospitalet og grunden og bygningerne blev i efteråret 2016/foråret 17 revet ned for at give plads til nye byggeprojekter.
Usserød Sygehus lå oprindeligt hvor Kongevejen nu går, og kan føre sin historie tilbage fra 1759. Det nuværende hospital åbnede i 1897 med 50 sengepladser og er siden udvidet flere gange. Det er tegnet af arkitekt Vilhelm Holck.
Under besættelsen var en række læger på sygehuset kendt for nazistisk virksomhed.